# Usiewaład Rodźka
Usiewaład Rodźka, biał. Ўсевалад Родзька, ps. Wołk, Воўк (ur. 21 czerwca 1920 w Czuczewiczach, zm. prawdopodobnie 1946 w Mińsku) – białoruski narodowy działacz wojskowy i polityczny, dowódca 15 batalionu Białoruskiej Obrony Krajowej, a następnie jeden z organizatorów i dowódców batalionu desantowego „Dalwitz” podczas II wojny światowej.

## Życiorys
W 1938 r. ukończył polskie gimnazjum im. Adama Mickiewicza w Nowogródku, a następnie szkołę podoficerską w Mazowiecką Szkołę Podchorążych Rezerwy Artylerii w Zambrowie. Brał udział w wojnie obronnej 1939 r. Dostał się do niewoli niemieckiej, z której został zwolniony w 1940 r. Podjął kolaborację z Niemcami. Zaangażował się w działalność oddziału warszawskiego komitetu białoruskiego w Krakowie. Nawiązał wówczas kontakty z Organizacją Ukraińskich Nacjonalistów (OUN). Pod koniec 1940 r. współorganizował konspiracyjną Białoruską Partię Niepodległościową (BNP). Od wiosny 1941 r. współpracował z Abwehrą. Jesienią tego roku wraz z Michałem Wituszką nawiązał kontakty z kierownictwem ukraińskiej Siczy Poleskiej kierowanej przez atamana Tarasa Bulbę-Borowcia, a następnie frakcją banderowską OUN. W 1942 r. został przewodniczącym komitetu centralnego BNP. Jednocześnie z ramienia Abwehry współorganizował grupy dywersyjne złożone z Białorusinów przerzucane na tyły Armii Czerwonej. W 1944 r. został członkiem prezydium Białoruskiej Centralnej Rady, odpowiadając za pracę z młodzieżą. Wkrótce stanął na czele oddziału propagandy dowództwa Białoruskiej Obrony Krajowej, a następnie objął dowództwo 15 batalionu. Opracował plan wybuchu antyniemieckiego powstania w Mińsku podczas obrad II zjazdu wszechbiałoruskiego, do czego jednak nie doszło. Po ewakuacji do Niemiec był współorganizatorem jesienią 1944 r. batalionu desantowego „Dalwitz” stacjonującego w Prusach Wschodnich. Był w stopniu majora jednym z jego białoruskich dowódców ds. politycznych. Prowadził rozmowy z przywódcami ukraińskich nacjonalistów w sprawie prowadzenia wspólnej walki antysowieckiej. Po rozpuszczeniu batalionu „Dalwitz” w Czechach w pierwszych dniach maja 1945 r., przybył wraz z grupą b. żołnierzy oddziału do Polski. Organizował w Białymstoku zaplecze dla białoruskiej partyzantki antysowieckiej. W czerwcu lub jesienią 1945 r. został aresztowany i przewieziony do Mińska. Podczas śledztwa ujawnił Sowietom wiele informacji dotyczących BNP, w wyniku czego doszło do dalszych aresztowań białoruskich działaczy narodowych. Po procesie kierownictwa BNP w 1946 r. został skazany na karę śmierci, wykonaną prawdopodobnie jeszcze w tym samym roku. Decyzją emigracyjnej Rady Białoruskiej Republiki Ludowej został awansowany do stopnia generała.